# Ossian Nylund
Ossian Nylund (Ossian Rudolf Nylund; * 22. April 1894 in Helsinki; † 19. Dezember 1939 ebd.) war ein finnischer Weitspringer, Dreispringer und Fünfkämpfer.
Bei den Olympischen Spielen 1920 wurde er Siebter im Dreisprung und Zwölfter im Fünfkampf.
1916 sowie 1917 wurde er Finnischer Meister im Dreisprung und 1919 im Weitsprung.

## Persönliche Bestleistungen
- Weitsprung: 6,80 m, 1919
- Dreisprung: 14,19 m, 28. Juli 1920, Helsinki